# Tre donne (Boccioni)
Tre donne è un dipinto dell'artista italiano Umberto Boccioni, eseguito tra il 1909 e il 1910. Questo dipinto è un olio su tela, eseguito con lo stile del divisionismo. Il divisionismo si riferisce alla divisione effettiva dei colori creando tratti di pennello separati anziché linee lisce e uniformi. Nel dipinto si trovano tre figure, una delle quali è la madre di Boccioni Cecilia, a sinistra, un'altra è sua sorella Amelia, a destra, e il terzo è Ines, la sua amante, al centro.

## Transizione
L'insegnante e ritrattista d'arte Giacomo Balla ha introdotto Boccioni negli stili pittorici del divisionismo. Secondo la Deutsche Bank e la Fondazione Solomon R. Guggenheim, il divisionismo, emerso nel Nord Italia alla fine del 1880, era il "metodo di pittura [che] era caratterizzato dalla giustapposizione di tratti di pigmento per creare l'effetto visivo di un singolo colore intenso". Questi tratti individuali variano sulla superficie della tela, assomigliando a fili "filamentosi". I divisionisti credevano anche in una maggiore luminosità nei loro dipinti. Mentre Boccioni stava passando dal divisionismo al futurismo, lottò per cambiare i suoi soggetti artistici pre-futuristici. Questo perché il tipico divisionismo descrive il lavoro rurale, la tranquillità, la bellezza e il paesaggio. Quando Boccioni iniziò a disegnare dipinti futuristici, tra cui scene industrializzate e modernità urbana, diede un taglio netto con i soggetti precedenti. Il divisionismo italiano utilizza una varietà dello spettro di colori per applicare la vernice in vari punti e tratti.  Tuttavia, il divisionismo varia da artista a artista; non ci sono linee guida. Qualche volta tra il 1909 e il 1910, Boccioni conobbe Fillipo Tommaso Marinetti, il primo formulatore futurista. Questi due uomini, insieme a Carlo Carra, Luigi Russolo, Giacomo Balla e Gino Severini, decisero di creare il Manifesto tecnico dei pittori futuristi. Questo manifesto descrive le teorie che compongono il futurismo e le linee guida che fanno proprio questo un dipinto futuristico.

## Descrizione
Tre donne è uno dei dipinti di Umberto Boccioni che raffigurava la sua trasformazione dallo stile divisionista a quello futuristico. Tre donne è un dipinto che ritrae un'emozione pura, con calma e intimità. I volti delle figure nel dipinto sono caratterizzati da toni malinconici. Questo dipinto è classificato come un dipinto di divisionismo, tuttavia al suo interno esiste uno stile futuristico. Il modo in cui la luce entra nella stanza e cade sulle figure è un esempio di come questo dipinto contenga sia divisionismo che futurismo.  Una caratteristica del futurismo risiede anche nei tratti variabili e visibili. Questo aspetto del futurismo è estremamente evidente in questo dipinto; si vede negli abiti e nei capelli delle donne, nella luminescenza, nelle pareti sullo sfondo, nel letto, nei volti e nella pelle. Inoltre, la luminescenza sopra menzionata, come dice Maurizio Calvesi nel 1967, potrebbe essere in relazione con i concetti di Einstein sulle proprietà fisiche della luce, aggiungendo un altro aspetto futuristico a Tre donne. Secondo Ester Coen, Tre donne "segna un momento di transizione nel lavoro dell'artista, il ponte dalla periferia di Milano alla visione idealistica de La città che sale".